# Kostas Papaioannou
Kostas Papaïoannou (1921 – 1981) è stato un filosofo e storico dell'arte greco naturalizzato francese.
A partire dal 1941 aderì alla resistenza greca contro i nazisti e lasciò il paese nel 1945, in compagnia di altri giovani intellettuali come Kostas Axelos e Cornelius Castoriadis. Dal 1950 ha abitato in Francia dove ha frequentato gli scrittori Octavio Paz, Yves Bonnefoy, Eugène Ionesco e Denis de Rougemont. Critico del totalitarismo, ha contribuito alla storia del marxismo ed è stato traduttore in francese di alcuni testi fondamentali di Marx, Engels e di Hegel.

## Opere principali
- Hegel, présentation, choix de textes, bibliographie, par Kostas Papaïoannou, Paris, Seghers, 1962.
- Marx et les marxistes, textes choisis et présentés par Kostas Papaioannou, 1965, Gallimard, (prefazione di Raymond Aron). ISBN 978-2070758081
- De Marx et du marxisme, Gallimard, 1983. ISBN 978-2070255368
- L'Art grec,(Aa. Vv.) Paris, L. Mazenod, 1972.
- La Consécration de l'Histoire : essais, avant-propos d'Alain Pons, Paris, Éditions Champ libre, 1983. ISBN 2-85184-140-8
- La Civilisation et l'art de la Grèce ancienne, préface d'Alain Pons, nouvelle éd., Paris, Librairie générale française, 1989.
- De la critique du ciel à la critique de la terre, éditions Allia, Paris, 1998.
- Hegel et Marx. L'Interminable débat, éditions Allia, Paris, 1999.
- L'Idéologie froide: essai sur le dépérissement du marxisme, 1967, nouvelle éd., Paris, éditions de l'Encyclopédie des Nuisances, 2009.

## Opere tradotte
- La pittura bizantina e russa, Milano, Il Saggiatore, 1967.
- Hegel: la vita, il pensiero, i testi esemplari, Milano, Accademia, 1970.
- La metamorfosi del marxismo, Firenze, Vallecchi, 1972.
- Anarchismo vecchio e nuovo, (Aa.Vv. a cura di R. Pavetto), Firenze, Vallecchi, 1971.

| Controllo di autorità | VIAF (EN) 110858786 · ISNI (EN) 0000 0001 0935 0910 · SBN RAVV041882 · LCCN (EN) n83140848 · GND (DE) 120812177 · BNE (ES) XX1059865 (data) · BNF (FR) cb11918548c (data) · J9U (EN, HE) 987007371901405171 |